# Enchanter
Enchanter es un juego de ficción interactiva escrito por Marc Blank y Dave Lebling y publicado por Infocom en 1983. Fue el primer juego de fantasía publicado por Infocom después de la trilogía Zork, y en un principio iba a ser Zork IV. El juego cuenta con un analizador que comprende más de 700 palabras, lo que lo convierte en el juego de ficción interactiva más avanzado de su época. Fue el noveno juego de Infocom.
El juego fue seguido por una secuela en 1984, Sorcerer.

## Trama
Krill, un poderoso hechicero malvado, está sembrando el caos y la destrucción. Ninguno de los miembros más experimentados del Círculo de Encantadores se atreve a intentar detenerlo. Desesperado, el jugador, un Encantador novato con solo unos pocos hechizos débiles en su libro de hechizos, es enviado con la esperanza de que Krill no lo detecte o lo descarte como inofensivo. Se pueden encontrar hechizos más poderosos en pergaminos ocultos en varios lugares, pero, a medida que el jugador se convierte en una amenaza, Krill responde en consecuencia.

## Jugabilidad
Este juego tiene un nuevo sistema de hechizos basado en parte en la serie Terramar de Ursula K. Le Guin y en parte en el sistema de hechizos Vancian de Dungeons & Dragons, en el que los hechizos deben prepararse mediante «memorización» antes de ser lanzados. Como en la serie Terramar, cada hechizo está representado por una «palabra mágica» sin sentido que es tratada como un verbo por el analizador de texto del juego, de modo que uno puede usar el hechizo FROTZ (que hace que los objetos brillen y emitan luz) escribiendo FROTZ BOOK, exactamente del mismo modo que uno podría escribir PICK UP BOOK o READ BOOK.

## Desarrollo
En el juego Zork III, un dispositivo recorre lentamente «escenas» de cada uno de los juegos de Zork a medida que aparece un número encima. Una representación del altar de sacrificios del entonces inédito Enchanter aparecía bajo el número «IV». Durante el diseño del juego, los creadores Dave Lebling y Marc Blank decidieron que el sistema de magia lo convertía en un producto independiente. Se convirtió en el primer juego de su propia trilogía, a la que se suele denominar «The Enchanter Trilogy». Los otros juegos de la serie son Sorcerer de 1984 y Spellbreaker de 1985.
Infocom calificó a Enchanter como «Estándar» en dificultad.
Enchanter es el único juego del universo Zork en el que no se menciona por su nombre a los gruñones al acecho, aunque siguen existiendo; el juego ni siquiera conoce la palabra «gruñón».
El juego tiene 17 formas de morir.

## Legado
Enchanter, la novela de Robin Wayne Bailey de 1989, no es una novelización, sino un acompañamiento.
En 1993, unos diez años después del Enchanter original , un remake del juego con gráficos fue desarrollado y publicado por la compañía japonesa de desarrollo de software SystemSoft para el NEC PC-9801, titulado Enchanter: Wakaki Madōshi no Shirén ( ～若き魔導士の試練～, Enchantā ～Wakaki Madōshi no Shirén～, lit. «Encantador: El juicio del joven hechicero»).
Frotz, un moderno intérprete de código abierto para juegos de Infocom (así como ficción interactiva escrita de forma independiente) toma su nombre de un hechizo («hacer que un objeto brille con iluminación») de Enchanter y sus secuelas. Otro hechizo, Blorb («esconder un objeto en una caja fuerte»), da nombre a un envoltorio estándar para recursos multimedia de ficción interactiva. Otras herramientas de IF también han recibido nombres de hechizos de la serie.

## Recepción
Lanzado en septiembre de 1983, Infocom vendió unas 50.000 copias de Enchanter a finales de 1984, y 75.000 a lo largo de su vida o como parte de la Trilogía Enchanter.
Scorpia de Computer Gaming World elogió el juego como «típicamente excelente» y a la altura de lo que se espera de los juegos de Infocom. Ahoy! escribió que «Enchanter está lleno de las dosis habituales de Infocom de ingenio, pistas falsas... giros, vueltas y sorpresas». Afirmaba que, si bien los principiantes lo disfrutarían, los jugadores experimentados de aventuras de texto «podrían sentirse decepcionados». También dijo que «No parecía haber mucho para hacer. Terminé el juego en un tiempo récord, para mí; me dejó con ganas de más... Puede que el propio apelativo "Infocom" esté elevando demasiado mis expectativas». John J. Anderson escribió en Creative Computing: «Con Enchanter, lo han vuelto a hacer... Enchanter está lleno de los pequeños y encantadores toques que esperamos de Infocom». Compute! afirmó que Enchanter no tenía «nada sorprendentemente original, pero apreciarás su alto nivel de desafío y su continuidad meticulosamente mantenida». Afirmaba que «aparte del humor le falta, bueno, sutileza», citando el nombre de Dimwit Flathead como ejemplo, y que «la narrativa tampoco ganará ningún premio literario». La revista concluyó que «es un juego excelente para los fanáticos de las aventuras».
Ron Boerger reseñó a Enchanter en el número 73 de Space Gamer. Boerger comentó que «Enchanter es [...] muy divertido, y, si te gusta el tipo de juego de rol todo por texto sin imágenes, te lo recomiendo de todo corazón».